# Aspet
Aspet – miejscowość i gmina we Francji, w regionie Oksytania, w departamencie Górna Garonna.
Według danych na rok 1990 gminę zamieszkiwało 986 osób, a gęstość zaludnienia wynosiła 37 osób/km² (wśród 3020 gmin regionu Midi-Pireneje Aspet plasuje się na 343. miejscu pod względem liczby ludności, natomiast pod względem powierzchni na miejscu 370.).